# Cieneguillas del Huerto
Cieneguillas del Huerto är en ort i Mexiko.   Den ligger i kommunen Turicato och delstaten Michoacán de Ocampo, i den södra delen av landet, 260 km väster om huvudstaden Mexico City. Cieneguillas del Huerto ligger 1 640 meter över havet och antalet invånare är 421.
Terrängen runt Cieneguillas del Huerto är lite bergig. Runt Cieneguillas del Huerto är det ganska glesbefolkat, med 25 invånare per kvadratkilometer. Närmaste större samhälle är Ario de Rosales, 18,3 km nordväst om Cieneguillas del Huerto. Omgivningarna runt Cieneguillas del Huerto är en mosaik av jordbruksmark och naturlig växtlighet.